# وادي الريان (قرية)
قرية وادى الريان هي إحدى القرى التابعة لمركز يوسف الصديق في محافظة الفيوم في جمهورية مصر العربية. حسب إحصاءات سنة 2006، بلغ إجمالي السكان في وادى الريان 1415 نسمة، منهم 734 رجل و681 امرأة. وتضم القرية محمية طبيعية بداخلها وادي الحيتان أحد مناطق التراث العالمي.